# ステファン・バオケン
ステファン・セドリック・バオケン（Stéphane Cédric Bahoken 、1992年5月28日 - ）は、カメルーンのサッカー選手。ポジションはFW。カイセリスポル所属。カメルーン代表。

## 経歴
12歳のときにOGCニースの下部組織に入団する。2012-13シーズンにトップチームに昇格。
2013年8月30日、スコティッシュ・プレミアシップのセント・ミレンFCに期限付き移籍。
2014年6月29日、RCストラスブールと2年契約を結んだ。2017年12月2日、パリ・サンジェルマンFC戦では決勝点を挙げた。
2018年6月8日、アンジェSCOに移籍した。
2022年7月15日、カスムパシャSKに移籍した。
2023年9月16日、カイセリスポルに移籍した。